# Igor Julio
Igor Julio dos Santos de Paulo, mais conhecido apenas como Igor Julio ou simplesmente Igor (Bom Sucesso, 7 de fevereiro de 1998), é um futebolista brasileiro que atua como zagueiro. Atualmente joga no Brighton & Hove Albion.

## Carreira

### Red Bull Brasil
Nascido em Bom Sucesso, Minas Gerais, Igor ingressou nas bases do Red Bull Brasil vindo da Portuguesa Santista e após ter uma curta passagem no Atlético Mineiro, ele inicialmente começou no sub-20.

### Red Bull Salzburg
Em julho de 2016, depois de impressionar no time sub-20, se juntou ao time austríaco Red Bull Salzburg, sendo também inicialmente designado para o time B.

### FC Liefering
Foi emprestado ao FC Liefering em 2016, Igor fez sua estreia profissional em 22 de julho, começando com uma vitória em casa na 2. Liga por 1 a 0 contra o SV Horn.

### Retorno ao Red Bull Salzburg e empréstimo ao Wolfsberger
Igor foi promovido ao time principal do Red Bull Salzburg em 26 de maio de 2017, mas continuou a aparecer principalmente com o time B. Em 7 de janeiro de 2018, ele foi emprestado ao Wolfsberger, com um contrato até junho.

### Austria Wien
Em 2 de julho de 2018, Igor mudou-se para o Austria Wien, em um contrato de empréstimo de uma temporada.

### SPAL
Em 26 de junho de 2019, com o fim do seu empréstimo ao Austria Wien, Igor assinou com o clube italiano SPAL com um contrato até 2023.

### Fiorentina
Em 31 de janeiro de 2020, Igor foi emprestado à Fiorentina por um contrato de dois anos com a obrigação de compra.

### Brighton & Hove Albion
No dia 26 de julho de 2023, o Brighton anunciou a contratação de Igor Júlio. O time inglês pagou cerca de € 17 milhões (R$ 90 milhões) à Fiorentina para ter o brasileiro. O acordo prevê mais € 3 milhões (R$ 15,7 milhões) em bônus e variáveis. O defensor assinou contrato até junho de 2027 com a equipe da Premier League.

## Seleção Brasileira

### Sub-20
Igor chegou a ser convocado uma vez por Rogério Micale para o jogo contra o México no dia 11 de novembro de 2016 pela Seleção Brasileira sub-20, no qual terminou na vitória brasileira por 1 a 0.

## Títulos
Red Bull Salzburg
- Liga Jovem da UEFA: 2016–17
- Campeonato Austríaco: 2016–17, 2017–18
- Copa da Áustria: 2016–17